# Zeng Jinlian
Zeng Jinlian (chinesisch 曾金蓮, Pinyin Zēng Jīnlián; * 26. Juni 1964 in Nanzui, Yuanjiang, Hunan; † 13. Februar 1982 ebenda, möglicherweise in Changsha) war mit einer Größe von 2,48 m die größte Frau der jüngeren Geschichte.

## Leben
Zeng stammte aus einer armen Bauernfamilie aus Yuanjiang im Norden der Provinz Hunan. Ihre Eltern Tseng Hsien-mao und Yu Hsueh-mei waren mit 163 cm und 156 cm nicht überdurchschnittlich groß, auch ihre drei Brüder hatten normale Körpergrößen (nach anderen Angaben hatte sie einen Bruder und zwei Schwestern). Ihr Riesenwuchs wurde durch Unausgewogenheit des Wachstumshormons in Folge eines Hypophysentumors verursacht. Ärzte empfahlen ihr mit 16 Jahren eine Gehirnoperation, die Zeng jedoch mehrfach ablehnte, da sie Angst hatte und ihre Haare nicht verlieren wollte.
Im Alter von vier Monaten begann Zeng, enorm zu wachsen. Mit vier Jahren war sie 1,56 m groß, mit fünf Jahren überragte sie ihre Mutter und soll einen 48 kg schweren Sack Zement gehoben haben können. Im Alter von 13 Jahren maß sie bereits 2,17 m und war damit größer als Robert Wadlow, der größte Mensch aller Zeiten, in diesem Alter. Mit 16 Jahren maß Zeng 2,40 m und wog 147 kg, kurze Zeit später brach sie den modernen Größenrekord für Frauen der 2,41 m großen Britin Jane Bunford (1895–1922).
Ihre Familie wohnte in einer Kommune auf einer Insel in einem See. Zeng war sportbegeistert und spielte gern Basketball, aufgrund ihrer Skoliose (Rückgratverkrümmung) wurde sie jedoch später schwach und unbeholfen. So konnte sie nur gebeugt und mit Schwierigkeiten, später gar nicht mehr stehen und benutzte einen Rollstuhl. Nach Beenden der Schule mit 16 Jahren blieb sie aufgrund ihres Diabetes zu Hause und las gern, außerdem mochte sie chinesische Kalligrafie und Lyrik. Sie wurde als leise und zurückhaltend beschrieben und wollte ihr Leben lang auf dem Land leben. Zeng schlief in einem eigens für sie angefertigten übergroßen Bett, auch ihr Stuhl, ihre Kleidung und ihre Schuhe mussten speziell hergestellt werden. Pro Tag aß sie angeblich 20 kleine Klöße zum Frühstück und sechs Schalen Reis zu Mittag und Abend; in einem Jahr verspeiste sie 500 Kilogramm Reis und Gemüse. Ihr Lieblingsgericht war Fisch aus dem lokalen See. Die Lokalregierung bezahlte für ihr Essen, ihre Kleidung und ihre gesamte medizinische Versorgung umgerechnet 670 US-Dollar pro Jahr. In China war sie aufgrund ihrer Größe berühmt, sie gab auch Interviews. An einigen Tagen kamen hunderte Menschen, um sie zu sehen. Im Oktober 1980 stellte die chinesische Gesundheitspresse sie erstmals als größte lebende Frau vor, was von der internationalen Presse aufgenommen wurde.
Am 13. Februar 1982 im Alter von 17 Jahren starb Zeng Jinlian in ihrem Dorf an Diabetes, zu dessen Verschlimmerung auch ihr Gigantismus und ihre Skoliose beigetragen haben könnten (nach anderen Angaben starb sie an einer Blutung ihres Hypophysentumors). Ihre Überreste werden an der Medizinischen Universität Hunan aufbewahrt.

## Größenrekorde
Bei ihrem Tod war Zeng Jinlian 248 cm groß (nach anderen Angaben 249 cm oder 246 cm) und wog 130 kg. Ihre Hände maßen 25,5 cm und ihre Füße 35,5 cm. Wäre sie nicht so jung gestorben, hätte Zeng womöglich der größte Mensch überhaupt werden können; sie war mit 17 Jahren noch einen Zentimeter größer als Robert Wadlow in dem Alter, der 2,72 m groß wurde und mit 22 Jahren starb.
Nach dem Tod des 2,49 m großen Don Koehler 1981 übertraf Zeng die Größe einiger anderer und wurde der größte lebende Mensch. Nach ihrem Tod wurde der Mosambikaner Gabriel Estêvão Monjane zum größten lebenden Menschen und die US-Amerikanerin Sandy Allen zur größten lebenden Frau.
Zeng gilt als mit großem Abstand zweitgrößte Frau der Geschichte. Die Niederländerin Trijntje Keever soll im 17. Jahrhundert 2,55 m groß geworden sein, die Angaben lassen sich jedoch nicht mit modernen Methoden überprüfen. Guinness World Records führte Zeng Jinlian daher seit 2000, 18 Jahre nach ihrem Tod, als größte Frau aller Zeiten. Zeng und Keever sind die einzigen historisch dokumentierten Frauen, die die Größe von acht Fuß (2,43 m) überschritten haben.